# Cylindroiulus schubarti
Cylindroiulus schubarti är en mångfotingart som beskrevs av Karl Wilhelm Verhoeff 1943. Cylindroiulus schubarti ingår i släktet Cylindroiulus och familjen kejsardubbelfotingar. Inga underarter finns listade i Catalogue of Life.